# 大木町
大木町（おおきまち）は、福岡県の南西部にある町。三潴郡（みずまぐん）に属し、2005年に城島町・三潴町が久留米市へ編入合併された結果、当町が三潴郡を構成する唯一の自治体となった。
筑後地域（都市計画の圏域では筑後都市圏）に属する。
また、久留米市への通勤率は17.5%（平成22年国勢調査）。福岡市への通勤通学人口が5%を超えており、福岡都市圏（5%通勤圏）の構成市町の一つである（平成12年国勢調査による）。

## 地理
福岡県の南西部、久留米市中心部から南西約15kmの場所に位置する。町全体が筑後平野の一部を成しており、町内にはクリーク（ほり）が張り巡らされている。
- 河川 :花宗川、山ノ井川

### 隣接する自治体
- 大川市
- 久留米市
- 柳川市
- 筑後市

### 地名
- 絵下古賀(旧木佐木村)えげこが
- 上木佐木(旧木佐木村)かみきさき
- 上八院(旧木佐木村)かみはちいん
- 上牟田口(旧木佐木村)かみむたぐち
- 侍島(旧木佐木村)さむらいじま
- 八町牟田(旧木佐木村)はっちょうむた
- 蛭池(旧木佐木村)ひるいけ
- 大角(旧大溝村)おおずみ
- 上白垣(旧大溝村)かみしらがき
- 笹渕(旧大溝村)ささぶち
- 福土(旧大溝村)ふくど
- 前牟田(旧大溝村)まえむた
- 横溝(旧大溝村)よこみぞ
- 筏溝(旧大莞村)いかだのみぞ
- 大藪(旧大莞村)おおやぶ
- 奥牟田(旧大莞村)おくむた
- 高橋(旧大莞村)たかはし
- 三八松(旧大莞村)みやまつ

## 歴史
- 藤原氏北家閑院流の三条家から分かれた徳大寺家の荘園があり、宇都宮氏第六代の宇都宮貞綱の弟で筑後宇都宮氏の宇都宮泰宗が同荘管理のため下向し、大木城に拠る。
- 戦国時代は筑後宇都宮氏の後裔で柳川城主の蒲池氏の一族である大木氏の領地。
- 1955年（昭和30年）1月1日 大溝村・木佐木村・大莞村が新設合併して町制施行し、大木町が発足。
- 1994年（平成6年）9月13日 柳川市と境界変更。
- 1999年（平成11年）6月10日 大川市と境界変更。
- 2000年（平成12年）3月10日 大川市と境界変更。
- 2001年（平成13年）6月4日 三潴郡城島町と境界変更。
- 2003年（平成15年）2月14日 筑後市及び三潴郡三潴町と境界変更。

### 市町村合併
当町は上記のように昭和の大合併で発足した市町村である。平成時代の2004年4月に大川市・大木町合併協議会が発足したが、2005年1月に協議の末に解散し、合併計画は白紙となった。このため平成の大合併期には他市町村との合併は行っていない。

### 歴代町長
- 石川潤一（2007年2月6日－2019年2月5日）3期
- 境公雄（2019年2月6日－2023年2月5日）1期

## 行政

### 町長
- 広松栄治（1期目）
- 任期：2027年2月5日

### 町議会
- 定数：12人
- 任期：2027年5月21日

### 消防
- 久留米広域消防本部
  - 三潴消防署

### 警察
- 福岡県警察筑後警察署
  - 大木交番

## 人口
| |                                        |  |
| 大木町と全国の年齢別人口分布（2005年） | 大木町の年齢・男女別人口分布（2005年） |  |
| ■紫色 ― 大木町 ■緑色 ― 日本全国 | ■青色 ― 男性 ■赤色 ― 女性              |  |
| 大木町（に相当する地域）の人口の推移 \| 1970年（昭和45年） \| 12,885人 \| \| \| 1975年（昭和50年） \| 12,528人 \| \| \| 1980年（昭和55年） \| 12,721人 \| \| \| 1985年（昭和60年） \| 13,177人 \| \| \| 1990年（平成2年） \| 13,232人 \| \| \| 1995年（平成7年） \| 13,525人 \| \| \| 2000年（平成12年） \| 13,862人 \| \| \| 2005年（平成17年） \| 14,282人 \| \| \| 2010年（平成22年） \| 14,350人 \| \| \| 2015年（平成27年） \| 14,176人 \| \| \| 2020年（令和2年） \| 13,820人 \| \| |                                        |  |
| 総務省統計局 国勢調査より |                                        |  |
| 1970年（昭和45年） | 12,885人                               |  |
| 1975年（昭和50年） | 12,528人                               |  |
| 1980年（昭和55年） | 12,721人                               |  |
| 1985年（昭和60年） | 13,177人                               |  |
| 1990年（平成2年） | 13,232人                               |  |
| 1995年（平成7年） | 13,525人                               |  |
| 2000年（平成12年） | 13,862人                               |  |
| 2005年（平成17年） | 14,282人                               |  |
| 2010年（平成22年） | 14,350人                               |  |
| 2015年（平成27年） | 14,176人                               |  |
| 2020年（令和2年） | 13,820人                               |  |

## 教育

### 小・中学校
町立
- 大木中学校
- 木佐木小学校
- 大溝小学校
- 大莞小学校

## 産業
米・イグサの栽培を中心とする農業地域。2000年代以降は、激減したイグサに代わってキノコ類（ブナシメジ・エノキタケ等）・イチゴ・アスパラガス等の栽培に力が入れられており、特にキノコ類は西日本でトップクラスの産地となっている。
また隣接する大川市の特産品である大川家具の生産も行われている。

### 主な商業施設
- イオン大木店
- アスタラビスタ大木店（同社本社を併設）
- 道の駅おおき

## 交通

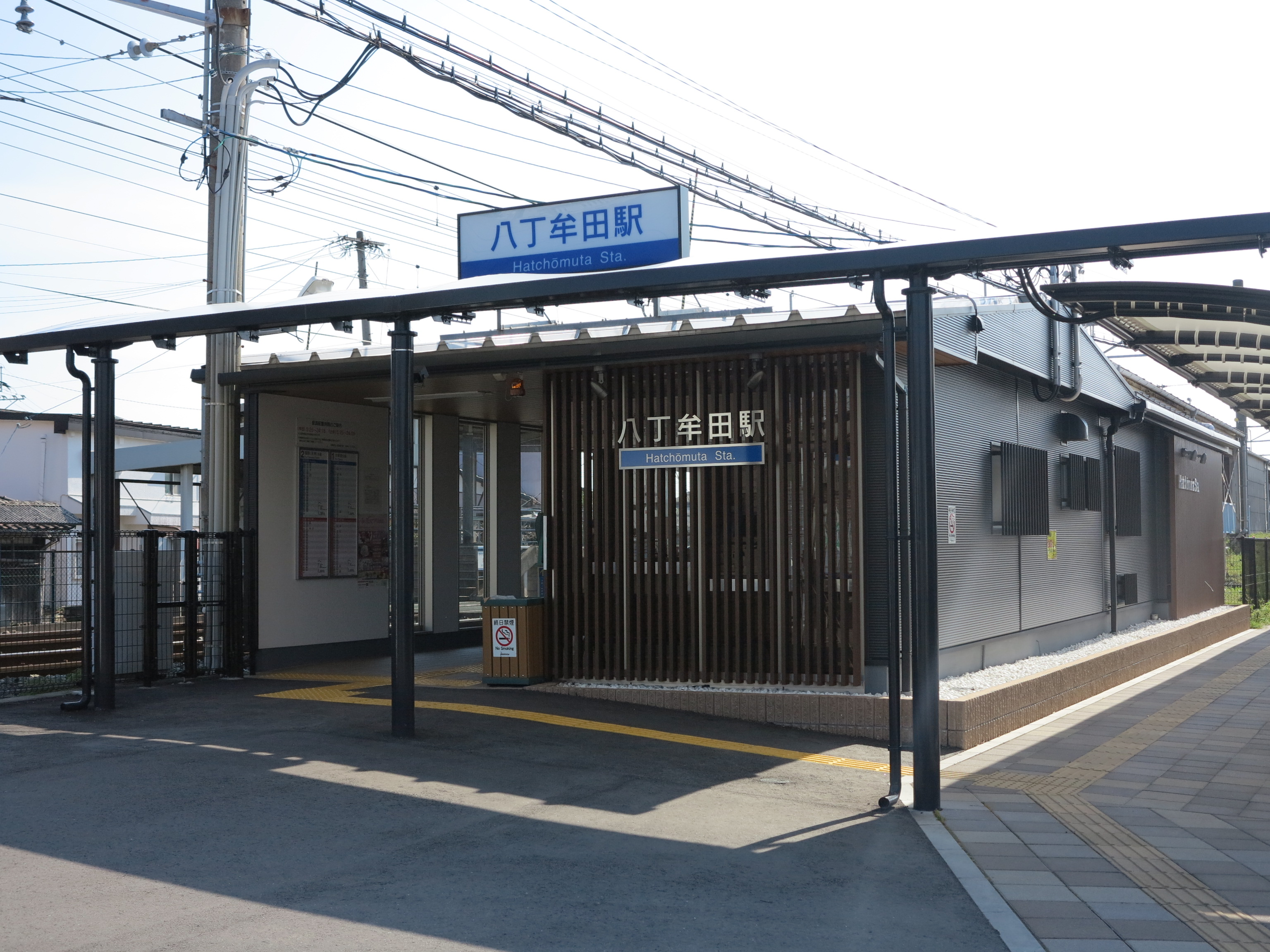
八丁牟田駅

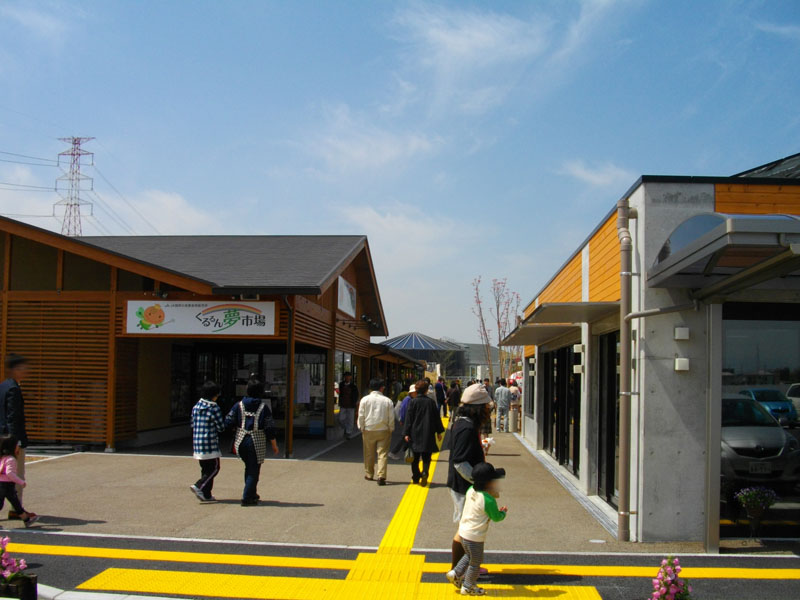
道の駅　おおき

### 鉄道路線
町の中心駅は八丁牟田駅。
- 西日本鉄道
  - 天神大牟田線
    - 大溝駅 - 八丁牟田駅

### バス路線
- 西鉄バス - 町内に西鉄バス久留米が運行する1路線が通っている。旧国道442号を通り、大木町を経由して筑後市と大川市を結ぶ。
  - 8：羽犬塚駅 - 筑後市立病院 - 水田天満宮恋木神社 - 八丁牟田駅 - 大川市役所 - 大野島

### 道路
町内には高速道路は通っていない。最寄り高速道路インターチェンジは九州自動車道八女インターチェンジ。

#### 国道
- 国道442号
  - 筑後バイパス
  - 大木大川バイパス

#### 県道
主要地方道
- 福岡県道23号久留米柳川線
- 福岡県道83号大和城島線
- 福岡県道99号大川大木線

一般県道
- 福岡県道706号筑後城島線
- 福岡県道710号宮本大川線
- 福岡県道711号江島筑後線
- 福岡県道716号水田大川線

## 文化財・名所
- 天然記念物（国指定）
  - カササギ生息地（町域）
- 宝福寺宝篋印塔
- クリークの里石丸山公園

## 大木町出身の有名人
- 二村忠美 - 元プロ野球選手
- 馬場敏史 - 元プロ野球選手
- 松永伍一 - 詩人
- 中村栄輔 - モスフードサービス（モスバーガー）社長
- 吉武美佳 - 女子バレーボール選手

## 電話
市外局番は0944（瀬高MA）